# Val de Rhêmes
Pour les articles homonymes, voir Rhêmes (homonymie).

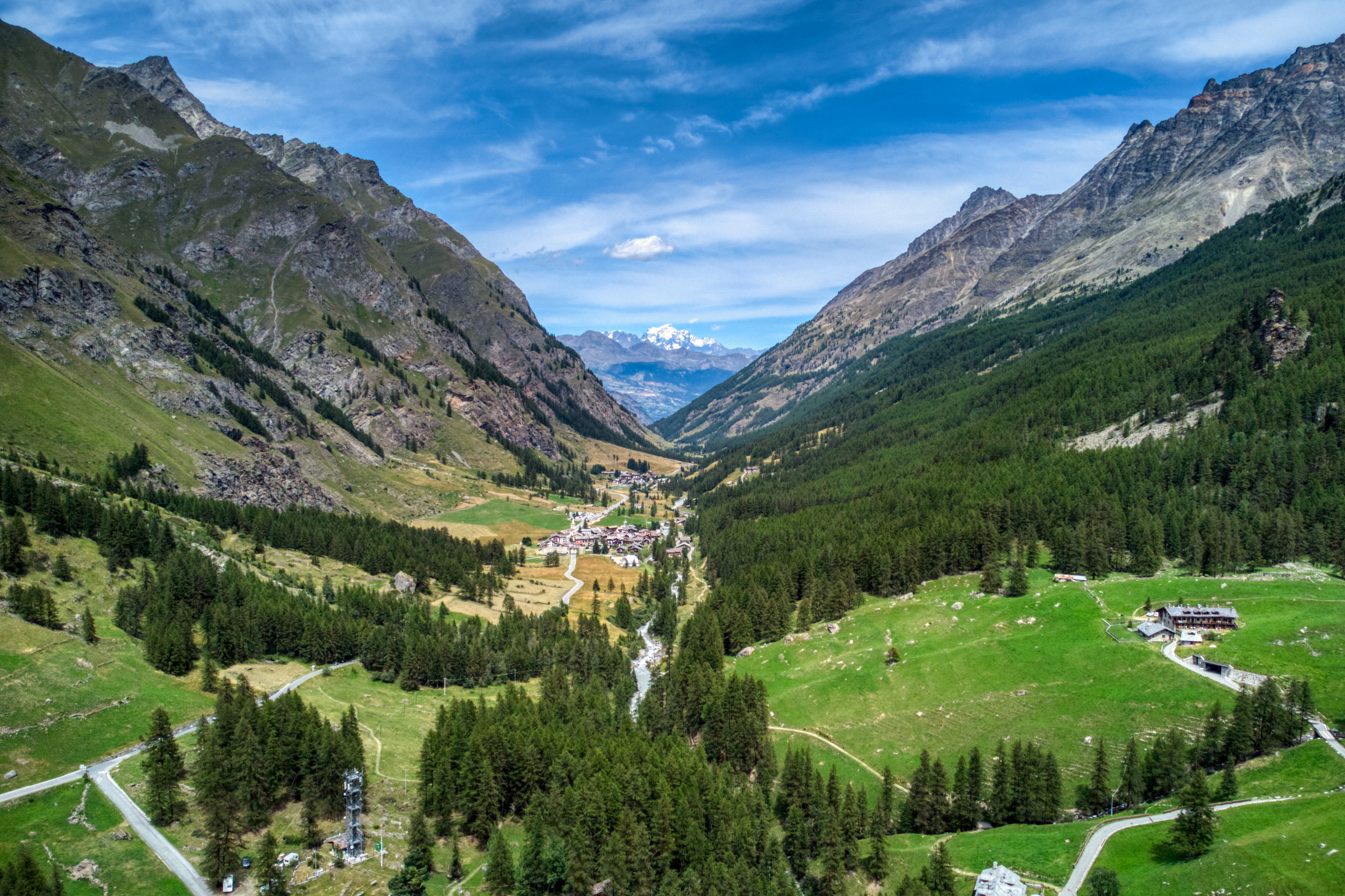
Vue du haut val de Rhêmes. En premier plan, le village de Bruil, chef-lieu de la commune de Rhêmes-Notre-Dame.

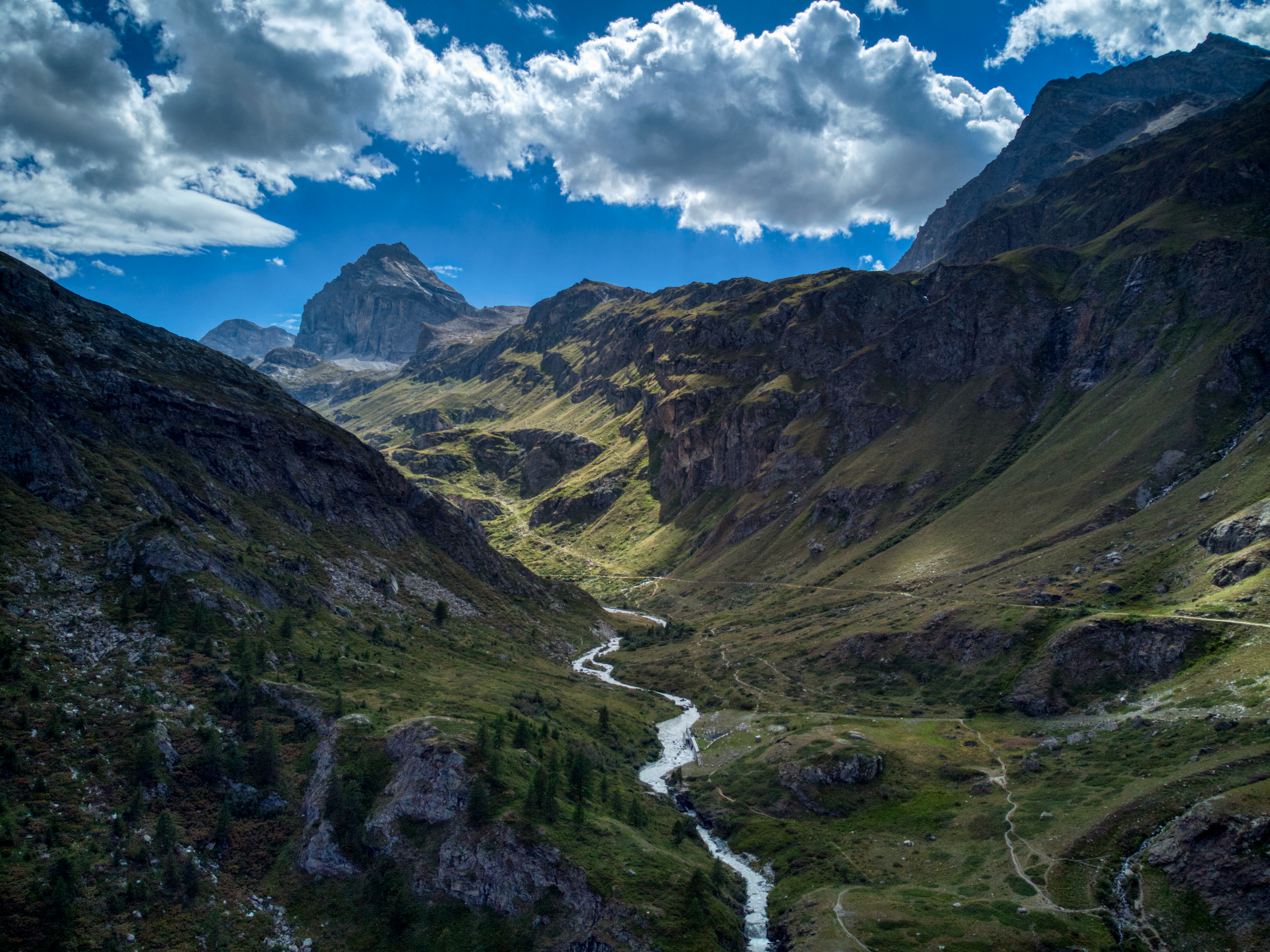
Vue du haut val de Rhêmes et de la Granta Parey, qui en est le symbole.

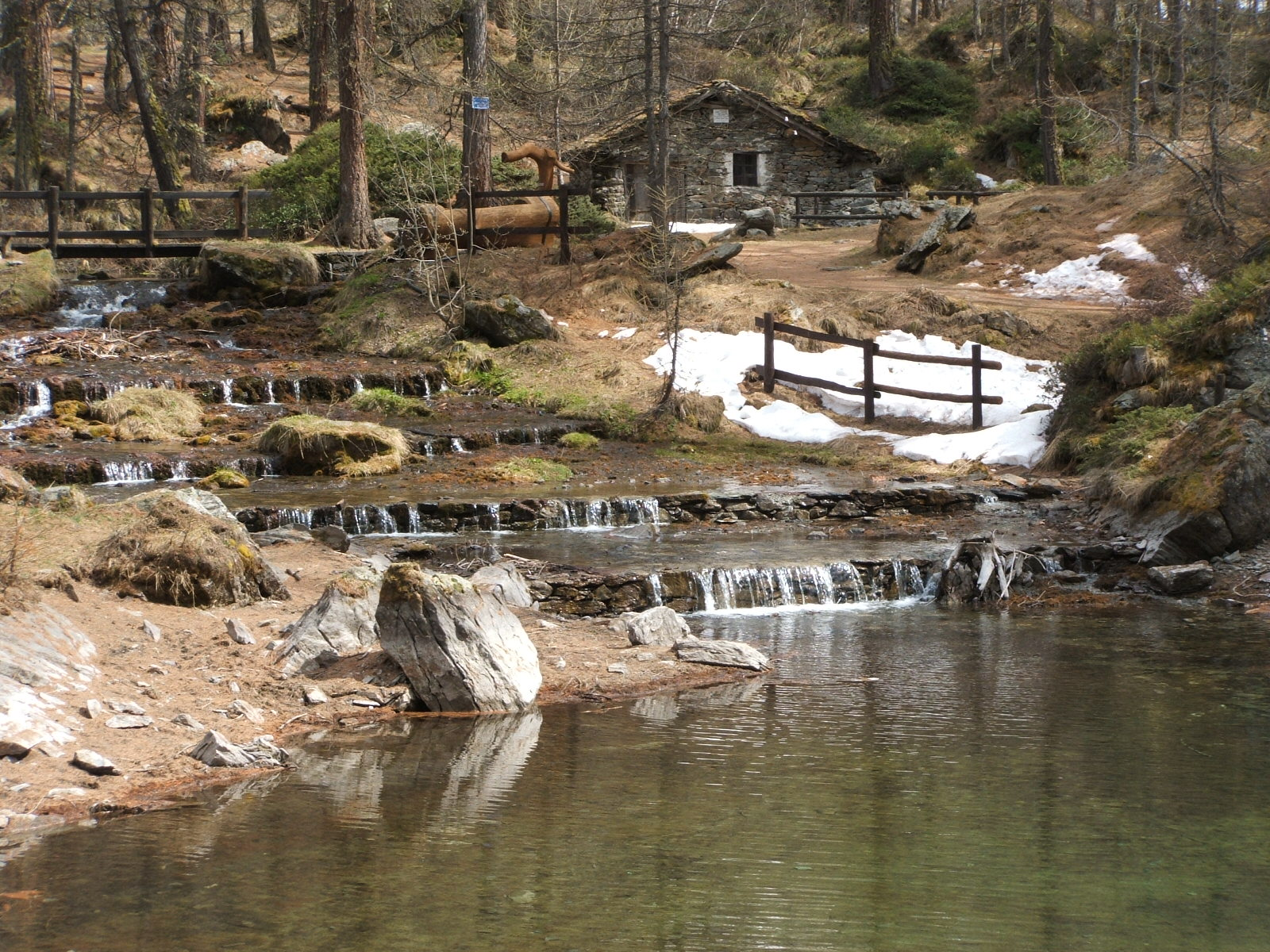
Le lac Pellaud et sa centrale hydroélectrique, près de Rhêmes-Notre-Dame.

Le val de Rhêmes (en arpitan supradialectal : Vâl de Réma, en patois rhêmois, Val de Rima) est une vallée latérale de la vallée de la Doire Baltée, située au sud de la commune d'Introd, en Vallée d'Aoste. Il s'étend sur le parc national du Grand-Paradis.
Il se trouve entre le Valsavarenche et le Valgrisenche.

## Géographie

### Sommets principaux
Du nord au sud :
entre le Valgrisenche et le val de Rhêmes
- Pointe du Grand Revers - 3 166 mètres
- Pic de Tos - 3 302 mètres
- Pic de Tzaboc, ou Pic de la Luetta - 3 214 mètres
- Pointe de Feluma - 3 213 mètres
- Pic de Pré d'Amont - 3 234 mètres
- Pic Laugier - 3 076 mètres
- Pic du Tey - 3 156 mètres
- Cime du Bouc - 3 105 mètres
- Pointe de Rabuigne - 3 261 mètres
- Grande Rousse septentrionale - 3 607 mètres
- Pointe de Barmaverin - 3 472 mètres
- Truc Blanc - 3 405 mètres
- Pointe de Bassac nord - 3 387 mètres
- Grande Traversière - 3 496 mètres
- Pointe Bassac Déré - 3 353 mètres

au fond de la vallée
Le fond de la vallée est occupé par la Granta Parey - 3 387 mètres ; ce sommet est le symbole du val de Rhêmes (ce nom en patois valdôtain signifie Grande paroi). Il n'est pas situé sur le pourtour de la vallée mais sur une crête séparant le lac de la Golette du hameau de Lavassey.
- Pic de la Traversière - 3 337 mètres
- Pointe de la Golette - 3 256 mètres
- Tsanteleinaz - 3 601 mètres
- Pointe nord du Couart dessus - 3 490 mètres
- Pointe sud du Couart dessus - 3 469 mètres
- Pointe de Bazel - 3 445 mètres
- Pointe de Calabre - 3 350 mètres
- Roc de Bassagne - 3 220 mètres
- Pointe de Galisiaz - 3 345 mètres

entre le val de Rhêmes et le Valsavarenche
- Pointe Bouson - 3 337 mètres
- Pointe Basei - 3 338 mètres
- Grande Vaudala - 3 272 mètres
- Pointe de Leynir - 3 235 mètres
- Mont Taou Blanc - 3 438 mètres
- Pic de l'Aouillé - 3 445 mètres
- Pic de l'Entrelor - 3 430 mètres
- Cime de Gollien - 3 040 mètres
- Mont Roletta - 3 385 mètres
- Pointe Bioulaz - 3 414 mètres
- Mont Paillasse - 2 414 mètres
- Mont Blanc[1] - 2 201 mètres

### Cols
Les cols reliant ce val aux vallées adjacentes sont :
- col de la Grande Rousse - 3 500 mètres - vers le Valgrisenche ;
- col de Bassac Déré - 3 153 mètres - vers le Valgrisenche ;
- col de la Golettaz - 3 120 mètres - vers la Tarentaise ;
- col de Rhêmes - 3 101 mètres - vers la Tarentaise ;
- col Rosset - 3 024 mètres - vers le Valsavarenche ;
- col de Sort - 2 967 mètres - vers le Valsavarenche ;
- col Fenêtre - 2 698 mètres - vers le Valgrisenche.

### Lac
- Lac de Golette

### Communes
En remontant la vallée, on rencontre deux communes : Rhêmes-Saint-Georges et Rhêmes-Notre-Dame.

## Histoire

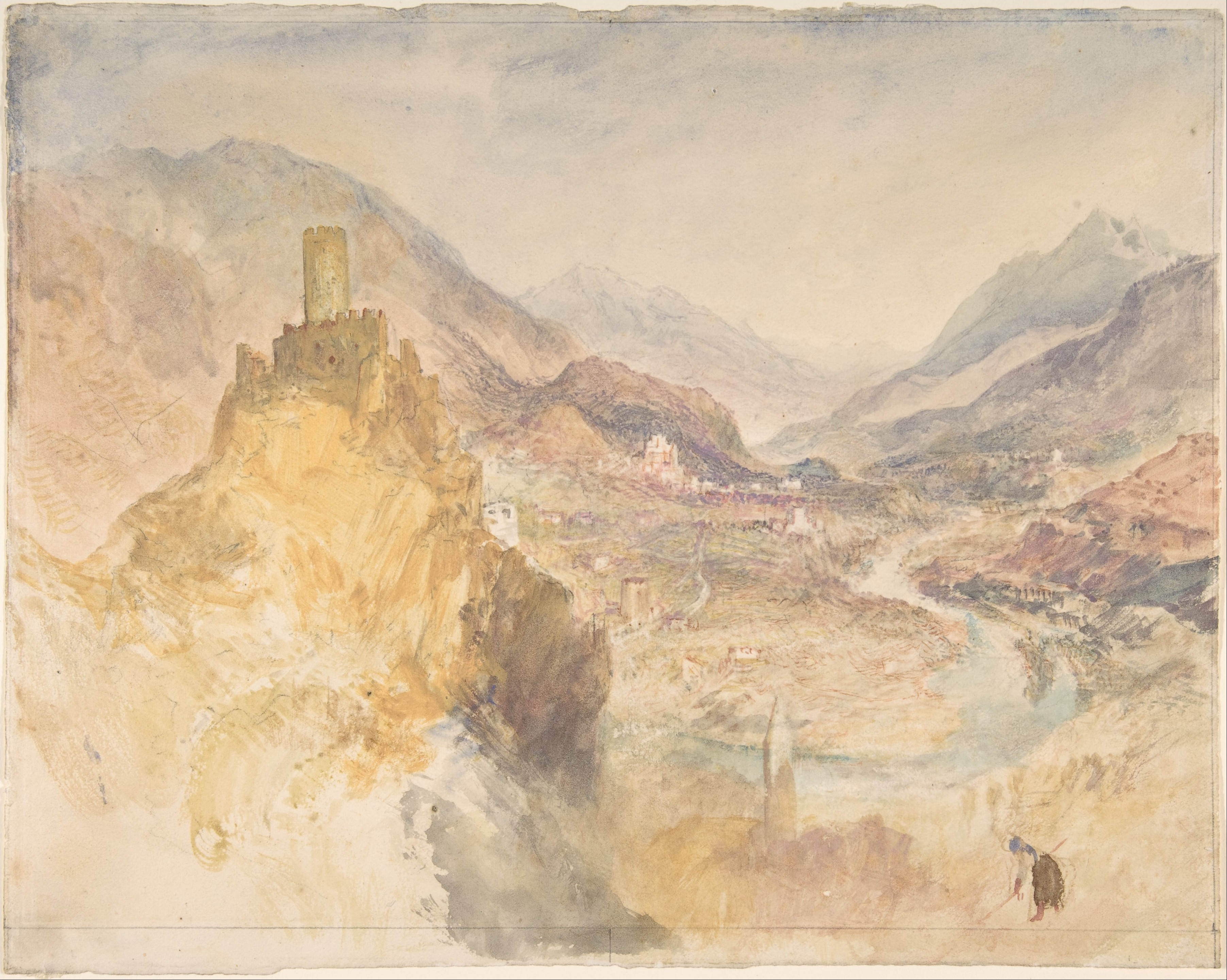
Châtel-Argent et la Vallée d'Aoste vue du dessus de Villeneuve. William Turner, 1836. Metropolitan, New York.

Le peintre anglais William Turner réalise en 1836 une aquarelle du Châtel-Argent au-dessus de la route de Saint-Pierre avec l'église Saint-Roch, sous le château à gauche. Au-delà, la rivière, le vieux pont et la ville de Villeneuve, adossés au val de Rhêmes et au sommet de la Grande Rousse. Elle est conservée au Metropolitan Museum à New York.

## Tourisme
Dans cette vallée est présent le refuge Jean-Frédéric Benevolo.